# Kieran Sowden
Kieran Sowden (ur. 17 sierpnia 1990) – angielski siatkarz, grający na pozycji rozgrywającego, reprezentant Anglii. Od sezonu 2017/2018 występuje w drużynie Team Northumbria.

## Sukcesy klubowe
Puchar Anglii:
- 2014, 2016, 2017, 2018

Mistrzostwo Anglii:
- 2016[1], 2017[2], 2018
- 2014